# 阿非利加管区

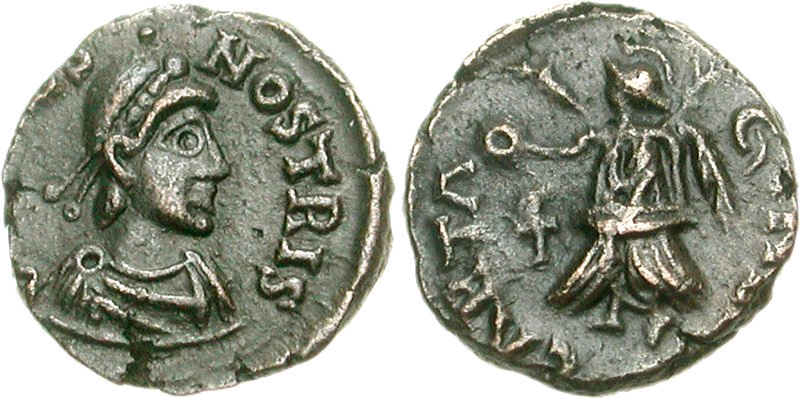
钱币头像为阿非利加伯爵卜尼法斯（422-431任职）

35°N 9°E / 35°N 9°E
阿非利加民事管区（拉丁語：Dioecesis Africae）是晚期罗马帝国的管区之一，管辖除廷吉塔纳毛里塔尼亚外的罗马北非诸行省。其治所位于迦太基，受意大利禁卫大区管辖。
本管区下辖行省为：祖吉塔纳、拜扎凯纳、努米底亚、希提菲斯毛里塔尼亚、凯撒毛里塔尼亚、的黎波里塔尼亚。
该管区于三世纪末至四世纪初的戴克里先-君士坦丁改革时期被设立，至五世纪中期被迁徙至此的汪达尔王国所占领而告结束。行省机构在汪达尔人治下仍存在，在查士丁尼时期东罗马帝国重新征服北非后被重组为阿非利加大区。